# Florian Moll
Florian Moll (* 8. Oktober 1991 in Düren) ist ein deutscher Schwimmer im Behindertensport.

## Leben
Moll gehört zum Behindertensport-Team des TSV Bayer 04 Leverkusen. Er war Schüler des Städtischen Rurtalgymnasiums Düren und wohnt in Merzenich. Moll hat eine beidseitige Fibulaaplasie.

## Erfolge
- 2005
  - Int. Deutscher Meister 2005 über 200 m Freistil (Jugendklasse)
  - Int. Deutscher Meister 2005 über 400 m Freistil (Jugendklasse)
  - Int. Deutscher Vizemeister 2005 über 50 m Rücken (Jugendklasse)
  - Int. Deutscher Vizemeister 2005 über 100 m Freistil (Jugendklasse)
  - Int. Deutscher Vizemeister 2005 über 400 m Freistil (Offene Klasse)

- 2006
  - 1. Platz über 200 m Freistil Danish Open
  - 1. Platz über 100 m Rücken Danish Open
  - 27. Platz 100 m Freistil WM Durban
  - 14. Platz 400 m Freistil WM Durban

- 2007
  - sechsfacher Landesmeister NRW
  - Vizemeister über 200 m Freistil bei den Internationalen Deutschen Meisterschaften 2007 in Berlin
  - Vizemeister über 800 m Freistil bei den Internationalen Nordamerikanischen Schwimmmeisterschaften 2007 in Vancouver
  - Zweifacher Deutscher Jugendmeister bei den Deutschen Kurzbahnmeisterschaften 2007 in Chemnitz über 200 m und 400 m Freistil, sowie Vizemeister über 50 m Rücken
  - Amtierender sechsfacher Deutscher Rekordhalter in seiner Schadensklasse über 200 m Rücken, 200 m Freistil, 400 m Freistil lange und kurze Bahn, 800 m Freistil, 1500 m Freistil

- 2008
  - 7. Platz 100 m Brust Sommer-Paralympics in Peking
  - 8. Platz 400 m Freistil Sommer-Paralympics in Peking
  - Europarekord über 1500 Meter Freistil mit 18:47,7 Minuten im November in Remscheid

## Ehrungen
- Repräsentant des Kreises Düren 2004/05 als „Botschafter des Sports“.
- Behindertensportler des Jahres 2005 in Nordrhein-Westfalen
- Sportler des Jahres 2003, 2004, 2006 und 2008 im Kreis Düren